# Presença

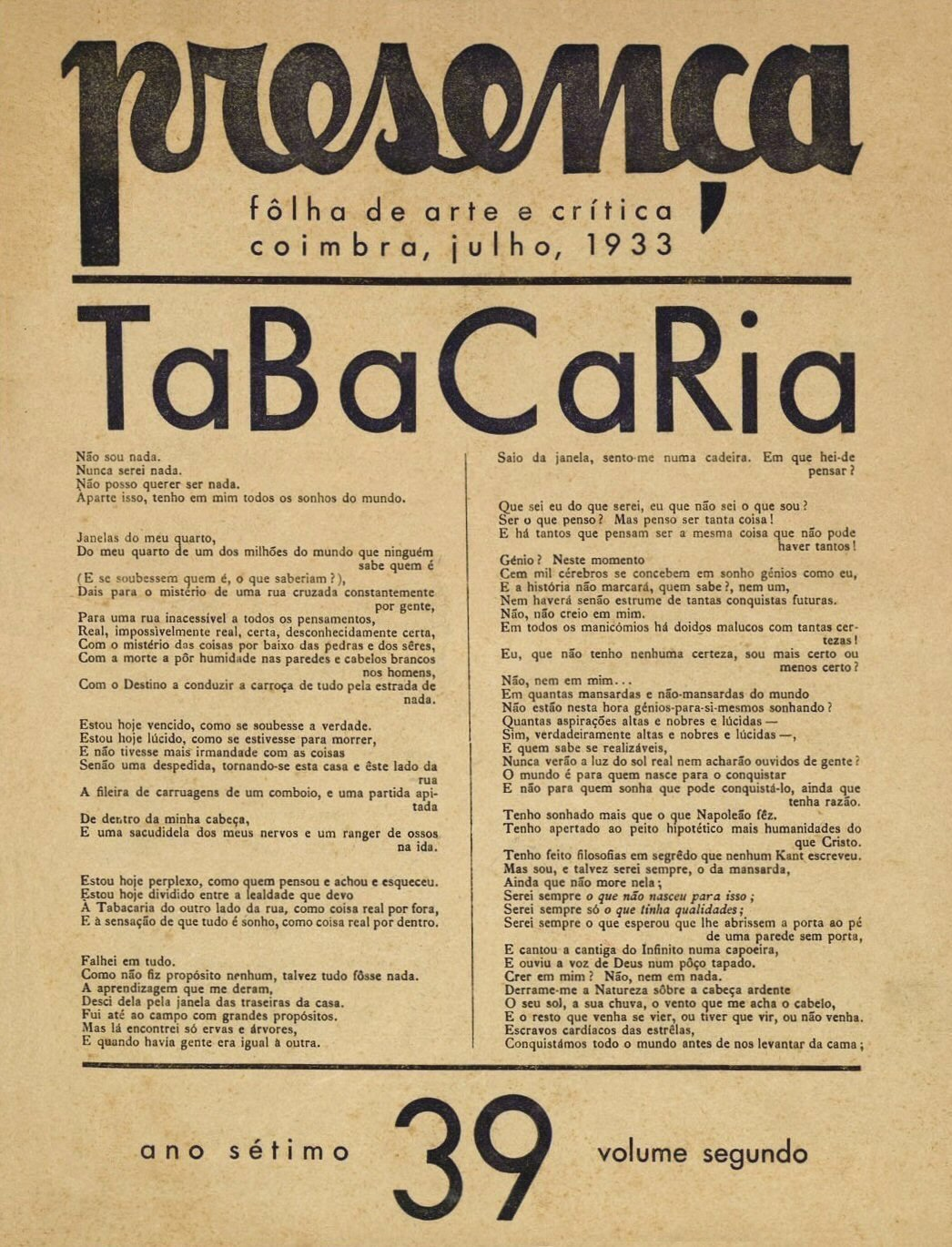
Portada de la revista Presença

Presença fue una de las más influyentes revistas literarias portuguesas del siglo XX. Apareció en Coímbra, en 10 de marzo de 1927; y desapareció en 1940, tras publicar 54 números que tuvieron gran eco.

## Historia
Branquinho da Fonseca, escritor portugués del siglo XX, fundó varias revistas prestigiosas entre las cuales destaca la famosa revista Presença, y lo hará junto a José Régio. José Régio permanecerá hasta el fin en ese proyecto cultural, pero Branquinho da Fonseca, el director de la revista, la dejó en el número 27, en 1930. 
Colaboraron, entre otros, Miguel Torga, Edmundo de Bettencourt, Vitorino Nemésio y João Gaspar Simões. A partir del número 33, la revista fue dirigida por Adolfo Casais Monteiro, hasta 1938. En 1939, cambiará de formato y aumentó el número de páginas. El secretario da revista fue Alberto de Serpa y llegaría hasta 1940, momento de su cierre.

## Línea editorial
Presença defendió la creación de una literatura viva, libre, crítica, y opuesta tanto al academicismo como al periodismo rutinario.
La revista divulgó a varios autores del llamado "Primeiro Modernismo", cuyas figuras capitales fueron Fernando Pessoa, Mário de Sá-Carneiro, Almada Negreiros y Afonso Duarte. Colaboraron, además, António de Sousa, Irene Lisboa, Vitorino Nemésio, Pedro Homem de Mello, Tomaz Figueiredo y Olavo de Eça Leal. 
En las páginas da Presença se promocionaron a poetas y prosista brasileños no oficiales. Asimismo se divulgaron obras de los escritores europeos de la primera mitad del Siglo XX, como Marcel Proust, André Gide, Paul Valéry, Guillaume Apollinaire o Luigi Pirandello. 